# Teverga
Teverga – gmina w Hiszpanii, w prowincji Asturia, w Asturii, o powierzchni 176,06 km². W 2011 roku gmina liczyła 1899 mieszkańców.